# 24 هـ
24 هـ هي سنة في التقويم الهجري امتدت مقابلةً في التقويم الميلادي بين سنتي 644 و645.

## أحداث
- عثمان بن عفان يعزل المغيرة بن شعبة عن الكوفة، ويستعمل سعد بن أبي وقاص عليها بوصية عمر بن الخطاب، وقيل : بل أقر عثمان عمال عمر جميعهم سنة لأن عمر أوصى بذلك، ثم عزل المغيرة بعد سنة واستعمل سعدا،
- فتح همذان
- فتح الري

## مواليد
- قيس بن الملوح

## وفيات
- عبد الرحمن بن كعب الأنصاري، وهو بدري، وهو أحد البكائين في غزوة تبوك
- سراقة بن مالك بن جعشم المدلجي، وقيل : مات بعد ذلك، وهو الذي أدرك النبي - صلى الله عليه وسلم - في هجرته.
- تماضر بنت عمرو السلمية المعروفة باسم الخنساء.